# Rudolf Skrzetuski-Hoffhalter
Rudolf Skrzetuski-Hoffhalter (zm. 1586) – drukarz polskiego pochodzenia działający w XVI wieku na terenie Węgier i Chorwacji.
Rudolf Skrzetuski-Hoffhalter był synem Rafała Skrzetuskiego-Hoffhaltera, po którym kontynuował tradycje drukarskie. Towarzyszył ojcu podczas jego pobytu i pracy drukarskiej kolejno w miastach, takich jak Wiedeń, Debreczyn, Oradea i Alba Julia. Używał tylko nazwiska Hoffhalter, jednak w polskich opracowaniach określany jest jako Skrzetuski-Hoffhalter.
Po śmierci ojca w 1568 objął jego drukarnię w Alba Julia, jednak ze względów wyznaniowych w 1574 opuścił tę miejscowość. Następnie przebywał na terenie Chorwacji w Dolnej Lendawie i Nedelišce, gdzie pracował w drukarni Jerzego Zrinyiego, wydając druki w języku serbsko-chorwackim.
W 1576 ponownie znalazł się w Debreczynie, gdzie założył własną drukarnię. W tym czasie wydawał już mniej dzieł religijnych, zaś więcej popularnych romansów. Drukarnię w Debreczynie prowadził do śmierci, z przerwą w latach 1584–1585, gdy drukował w Wielkim Waradynie (dziś Oradea).